# Kinga Sandén
Kinga Sandén, född 9 juli 1976, är en svensk journalist. Hon är vinnare av Stora journalistpriset. 
Kinga Sandén fick 2009 Stora journalistpriset i klassen "Förnyare" för sitt användande av mikrobloggen Twitter. 
Då arbetade hon som utrikesredaktör på Sydsvenska dagbladet. Hon har tidigare arbetat på Quick response med att granska nyhetsrapporteringen om invandring, integration och främlingsfientlighet och på Dagens Nyheter som nyhetsreporter.
Sedan september 2011 är hon frilanskorrespondent i Buenos Aires, Argentina för svenska medier.  